# Ademosynoides juxta
Ademosynoides juxta is een keversoort uit de familie Ademosynidae. De wetenschappelijke naam van de soort is voor het eerst geldig gepubliceerd in 1986 door Lin Qibin.